# Marie-Thérèse Escribano
Marie-Thérèse Escribano (París, 19 de marzo de 1926-Viena, 25 de septiembre de 2023)fue una cantante y artista de cabaré austriaca.

## Biografía
Escribano era hija de un español y una belga. Tenía un hermano mayor. Pasó su infancia en París y Madrid, donde estudió en el Real Conservatorio Superior de Música de Madrid.
Desde 1955, Marie-Thérèse Escribano vivió en Viena, donde estudió en la Academia de Música y Artes Escénicas de Viena (actual Universidad) con Josef Witt (escuela de ópera) y Erik Werba (canción y oratorio). Al principio quería ser cantante de ópera, pero luego se sintió muy atraída por la música contemporánea y en 1959 entró a formar parte del conjunto "Die Reihe" (fundado por Friedrich Cerha y Kurt Schwertsik).
Además de con Cerha, trabajó en esta época con los directores Lorin Maazel, Paul Sacher, Mauricio Kagel y Pierre Boulez. Escribano actuó en Europa y Estados Unidos, interpretando obras de Anton Webern, Alban Berg y Arnold Schönberg. Su interpretación del Pierrot Lunaire de Schönberg sigue considerándose excepcional.
Desde mediados de los sesenta hasta mediados de los setenta, Escribano cantó con Les Menestrels, un conjunto vienés de música antigua. Al mismo tiempo, empezó a participar en la AUF (Aktion unabhängiger Frauen), una asociación del movimiento feminista austriaco. Allí dirigió durante años el grupo de trabajo de teatro, en el que las mujeres trabajaban juntas en obras feministas y las representaban con éxito.
A partir de 1981, Escribano actuó como cabaretista individual con textos escritos por ella misma. Sus programas giraban en torno a temas como ser mujer, ser viejo, ser extranjero, la prepotencia de los 'grandes' de la política y la Iglesia, y procedían, como ella misma decía, de sus propias experiencias.
Además de actuaciones de cabaret, la artista también dio recitales de canciones (incluidas canciones sefardíes) y dio clases de canto. Como monitora de talleres, desarrolló su propio estilo ("liberación vocal").
En octubre de 2006, Marie-Therèse Escribano recibió la Condecoración de Honor de Plata de la Ciudad de Viena.
En diciembre de 2007, recibió el Premio Honorífico de los Austrian World Music Awards por la labor de toda una vida en el Festival de Sonidos de Viena.
Murió en Viena el 25 de septiembre de 2023 a la edad de 97 años.

## Programas de cabaret
- Klamauk el primero
- Se necesita poco para ser viejo.
- Una mujer viajando
- Divas y claveles rojos
- Foxtrot para Moritz
- Juegos de misterio
- Cuanto mayor soy, más soy yo
- Me parece español
- Soltero & Co.

## Discografía (selección)
- Canciones de seda verde. Canciones populares españolas hechas de seda verde. Con Judith Pahola, guitarra (disco extra; 2005)
- Canciones Sefardíes. Con el grupo Limon (Thornmusic No. 9991)
- Cantigas Sefardíes. Con el grupo Alondra
- TangoTango. Con Maria Frodl, Konrad Krattenthaler (voz, piano, acordeón, violonchelo, violín)
- Lula Lila. Éxitos de los años 20 y 30 (Thornmusic; 1999)